# Polytrichum strictum
Polytrichum strictum là một loài Rêu trong họ Polytrichaceae. Loài này được Menzies ex Brid. miêu tả khoa học đầu tiên năm 1801.

## Hình ảnh

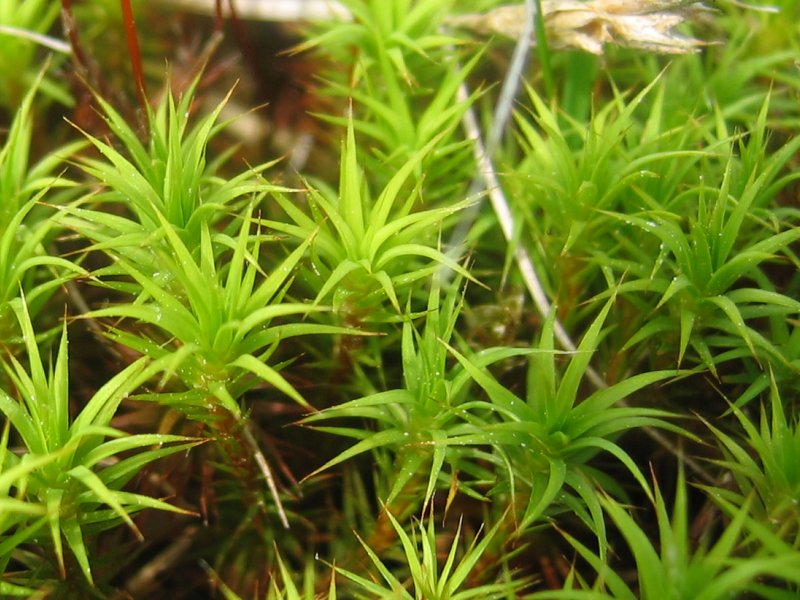
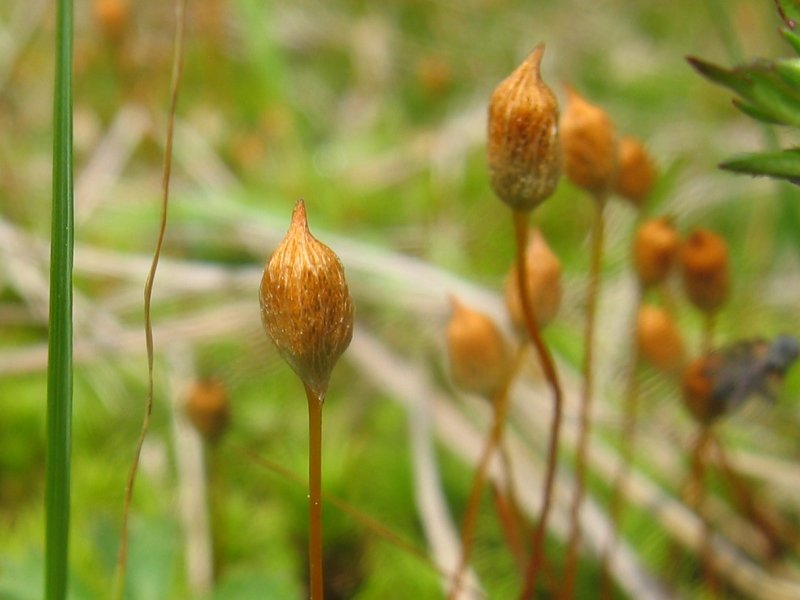
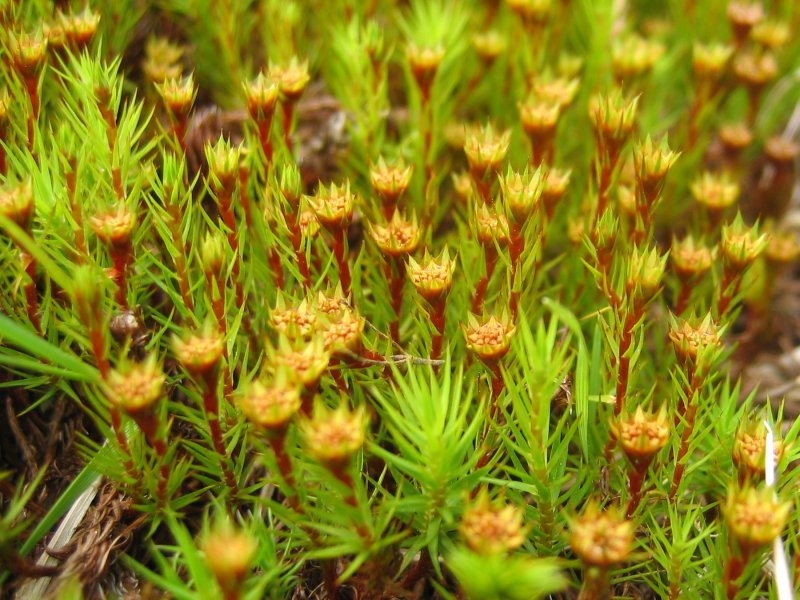
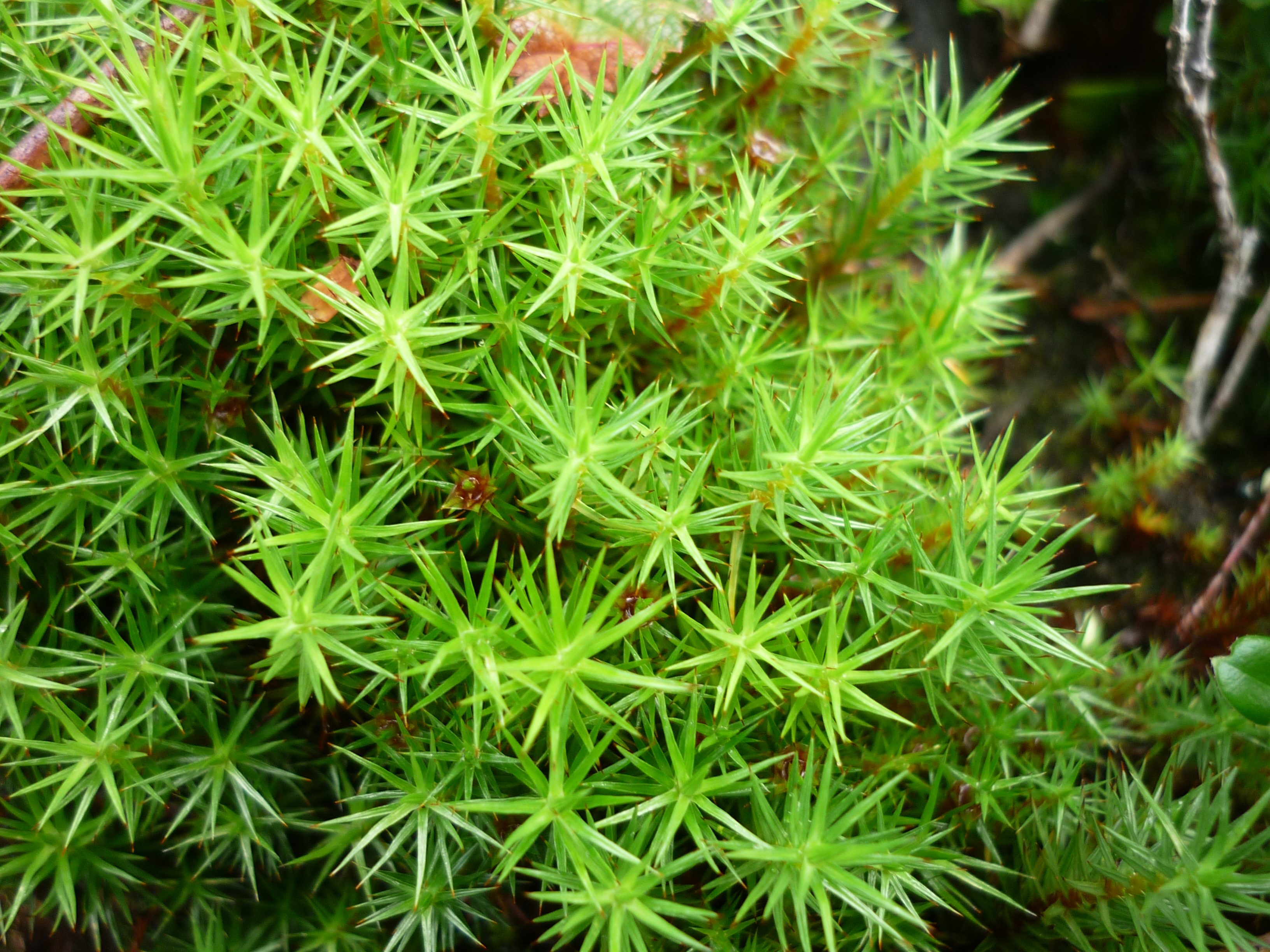